# I Shot Andy Warhol
I Shot Andy Warhol (bra: Um Tiro para Andy Warhol; prt: Ela Baleou Andy Warhol) é um filme de drama biográfico de 1996 sobre a vida de Valerie Solanas e sua associação a Andy Warhol. Marcou a estreia da diretora canadense Mary Harron na direção de longas-metragens. O filme é estrelado por Lili Taylor como Valerie, Jared Harris como Andy Warhol e Martha Plimpton como Stevie, uma amiga de Valerie. Stephen Dorff interpreta Candy Darling, uma das superestrelas de Warhol. John Cale, do Velvet Underground, compôs a trilha sonora apesar do protesto de seu ex-colega de banda Lou Reed. Yo La Tengo interpreta uma banda anônima que lembra um pouco o grupo.
O filme foi exibido na seção Un Certain Regard do Festival de Cinema de Cannes de 1996. Para comemorar o trigésimo aniversário dos Teddy Awards, foi selecionado para exibição no 66.º Festival Internacional de Cinema de Berlim, em fevereiro de 2016.